# مامادوبا یامادور کامارا
مامادوبا یامادور کامارا (انگلیسی: Mamadouba Yamador Camara؛ زادهٔ ۱۹۴۵) بازیکن فوتبال اهل گینه بود.
وی همچنین در تیم ملی فوتبال گینه بازی کرده است.